# Haus Sutter
Das Haus Sutter im Olbrichweg 19 ist ein Bauwerk in Darmstadt.  

## Geschichte und Beschreibung
Das Haus Sutter wurde im Jahre 1908 erbaut.
Der vom traditionalistischen Stil inspirierte, vielfältig gebrochene und reich verzierte Baukörper sowie die gesamte Innenausstattung wurde von dem Architekten Conrad Sutter entworfen.
Sutter war auch der Bauherr der Villa.
Die Villa Haus Sutter war das letzte in einer Reihe von drei Einzelhäusern, die zur „Hessischen Landesausstellung“ im Jahre 1908 von privaten Auftraggebern erbaut wurden.
Laut Ausstellungskatalog wurden die Häuser gegen den Protest der Jury unter eigener künstlerischer Verantwortung des Architekten ausgestellt.

## Denkmalschutz
Das Haus Sutter ist ein typisches Beispiel für die traditionalistische Villenarchitektur der 1900er-Jahre in Darmstadt. Aus architektonischen, baukünstlerischen  und stadtgeschichtlichen Gründen steht die Villa unter Denkmalschutz.